# Labská bouda

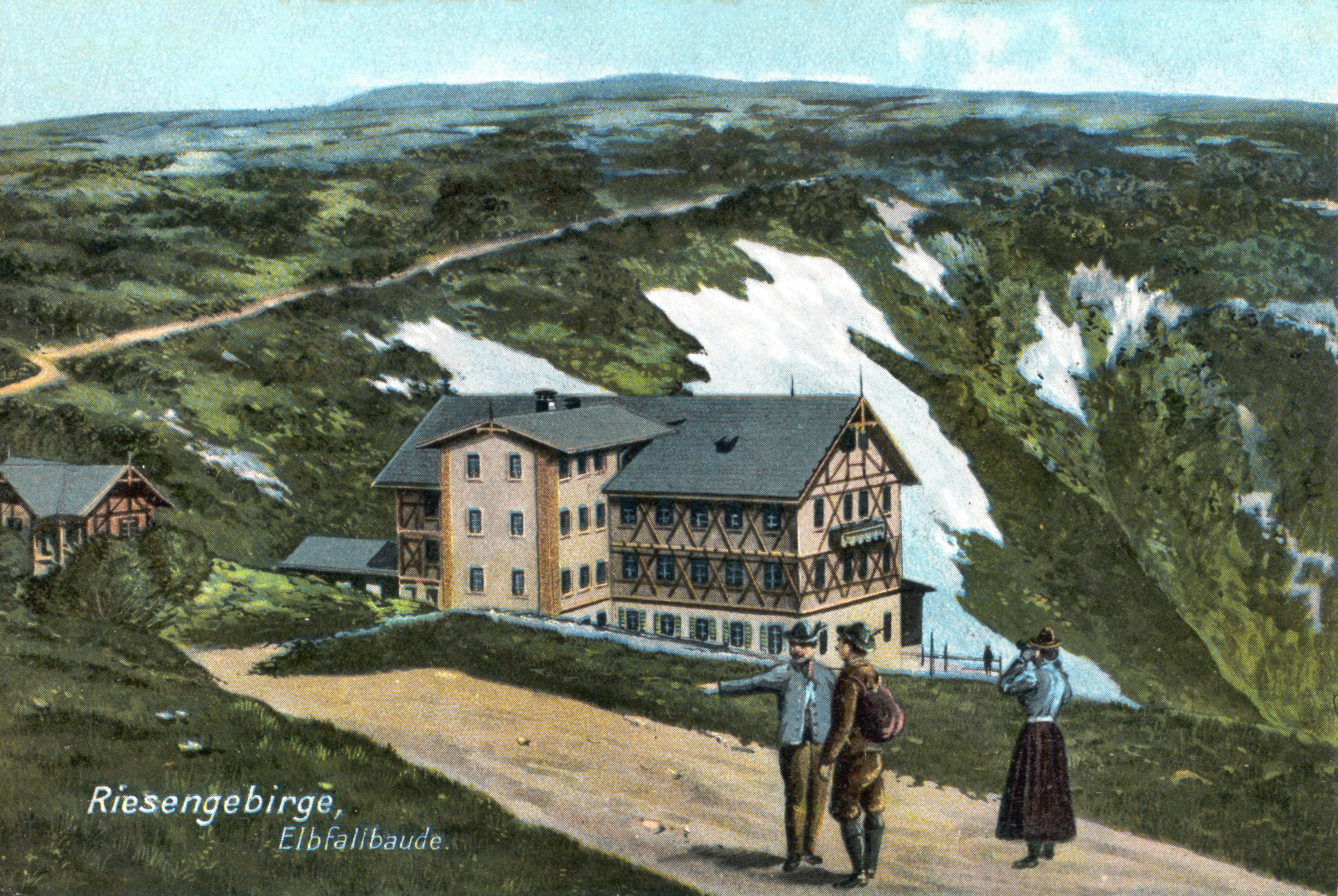
Původní Labská bouda (1910)

Němá značka Labské boudy

Labská bouda je soukromý hotel v Krkonoších, v první zóně Krkonošského národního parku. Labská bouda leží v nadmořské výšce 1315 metrů na Labské louce nedaleko města Špindlerův Mlýn. Několik set metrů od boudy se nachází pramen Labe. Vzhledem ke své poloze je především v zimním období významným orientačním prvkem. Železobetonová devítipatrová budova z roku 1975 nese stejný název jako původní hostinec z 19. století, který vyhořel roku 1965. Přístupová komunikace vede z obce Horní Mísečky; od obce výše však není povolen vjezd motorovým vozidlům bez souhlasu správy KRNAP; autobusová linka jezdí až na Zlaté návrší k Vrbatově boudě, odkud je Labská bouda vzdálena asi 2,3 km po turistické trase nebo 3,3 km po silnici. 

## Původní hostinec
Budova vznikla v polovině 19. století jako hostinec s ubytovacím zázemím. Již dříve zde ale údajně jakási podnikavá žena prodávala kolemjdoucím kozí výrobky a kořalku. V letech 1878-9 ji nechal přestavět hrabě Jan Harrach. V němčině byla bouda známá pod názvem Elbbaude nebo Elbfallbaude. Bouda byla v provozu až do roku 1965, kdy vyhořela.
O Velikonocích 24. března 1913 se v okolí Zlatého návrší a Labské boudy konal mezinárodní závod na 50 km. Začal za nádherného počasí (závodníci vyběhli jen nalehko oblečeni), které se však změnilo v peklo. Závod musel být zrušen a všichni závodníci, krom Bohumila Hanče, byli zastaveni. Jemu se vydal na pomoc jeho přítel, lyžař Václav Vrbata, který jej našel a věnoval mu, vyčerpanému a promrzlému, horní části svého oděvu. Oba však v prudké vánici zahynuli. Václav Vrbata byl nalezen zmrzlý v místě dnešní mohyly na Vrbatově návrší, Bohumil Hanč zemřel právě na Labské boudě (nalezen podchlazen bez známek života v místě dnešního Hančova pomníčku nedaleko Pančavského vodopádu).

## Moderní Labská bouda
Dne 12. června 1969 byl položen základní kámen nové devítipatrové železobetonové budovy ve stylu brutalismu a pozdní moderny od architekta Zdeňka Řiháka. Realizace budovy probíhala v letech 1972–1975, slavnostně otevřena byla 30. října 1975 a provoz zahájila 15. listopadu 1975.
Budova je umístěna ve svahu: hlavní vchod je v úrovni nejvyššího podlaží. Hotel má 79 pokojů, kapacitu 120 hostů. Jeho součástí jsou mimo jiné dvě restaurace, nabízí široké sportovní vyžití a též připojení k internetu. Objekt má vlastní úpravnu pitné vody a kotelnu na lehké topné oleje, garáže pro služební vozidla a několik výtahů.
Do roku 1996 byla ve správě státního podniku Krkonošské hotely (Interhotely Krkonoše); od roku 1996 je jejím vlastníkem dopravní společnost Pumr & Ryba z Lázní Bělohrad.
Beton začal vlivem extrémních horských podmínek odpadávat. V letech 1998–2004 proto prošla rozsáhlou rekonstrukcí asi za 15 milionů Kč, při níž byly odstraněny konstrukce lodžií, stavba byla nově opláštěna a zateplena, plošné prosklení restaurace bylo nahrazeno běžnými okny a interiér zmodernizován.
Na Labské boudě je umístěna trvalá meteorologická stanice, pracoviště Solární a ozónové observatoře Českého hydrometeorologického ústavu v Hradci Králové. Labská bouda je turistické známkové místo č. 74.

### Návrhy na zbourání
2. listopadu 2007 se v médiích objevila zpráva, podle níž správa Krkonošského národního parku navrhla Ministerstvu životního prostředí ČR, aby stát hotel odkoupil a následně zlikvidoval (zboural), za případného finančního přispění Evropské unie. Vlastník za hotel požadoval 43 miliónů korun, správa KRNAP hodlala vyjednat nižší cenu. Mluvčí ministerstva Jakub Kašpar tehdy připustil, že by ministerstvo akci mohlo zaplatit, ale s příspěvkem EU nepočítá. Na jaře 2011 byla cena již snížena na 30 milionů, ministerstvo životního prostředí o zbourání tehdy podle svého prohlášení pořád jednalo.

### Labská bouda od roku 2011

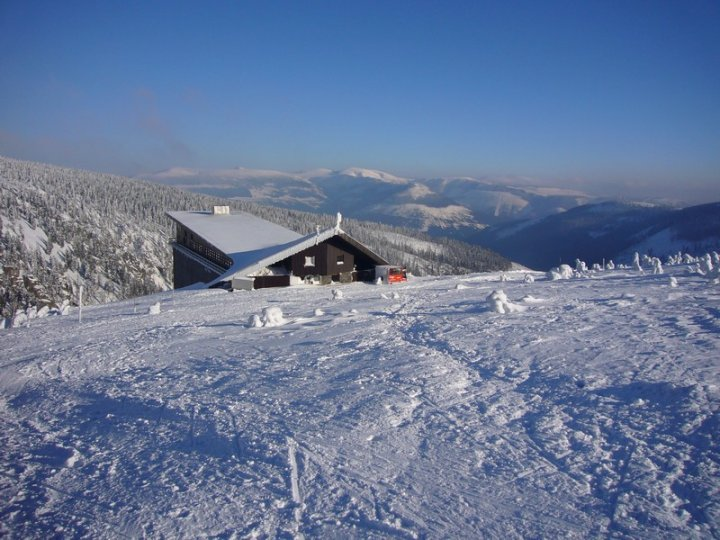
Labská bouda v zimě

V červenci 2011 se majitel Labské boudy rozhodl odstoupit od neúspěšných jednání se státem. Ministerstvo životního prostředí tehdy také prohlásilo, že v době hospodářské krize nebude platit desítky milionů na odkoupení stavby. Na podzim 2011 začala odkládaná rekonstrukce boudy, od 27. prosince 2011 zde byl otevřen hotel s modernizovanými pokoji a turistická ubytovna.
Boudu provozuje jako nájemce na dobu neurčitou Jiří Holeček. Podle zprávy z léta 2012 se Jiří Holeček nedohodl s majitelem boudy na ceně za odprodej boudy a proto z ní k 1. srpnu 2012 odešel a dále ji bude provozovat dosavadní majitel Martin Pumr.
Počátkem listopadu 2012 přinesly agentury zprávu o uskutečněném odprodeji areálu Martinem Pumrem kyperské firmě Salvato Holdings Limited.
V roce 2015 získali Labskou boudu majitelé Luční boudy Klára Sovová a Stanislav Beneš Labskou, kteří boudu měli od roku 2012 prostřednictvím společnosti AEZZ v pronájmu. Majitelem Labské boudy dosud byla prostřednictvím společnosti Labská kyperská firma Salvario Holdings Limited.
V sobotu 17. listopadu 2018 v okolí Labské boudy začala hořet horská tundra. Požár byl ohlášen po 16. hodině, uhašen byl v půl osmé večer, zasahovalo celkem sedm požárních jednotek. Zasažená plocha činila asi 20 ha. Budova neutrpěla žádné škody díky opačnému směru větru. Požár byl zřejmě způsoben nedbalostí turistů.
V roce 2019 proběhla částečná rekonstrukce podlah a malování objektu. V roce 2021 proběhla částečná revitalizace opláštění budovy stěny směřující do Labského dolu. Nový plášť je plechový a má antracitově šedou barvu.
Je zde kromě ubytování i provozována restaurace, bufet a za příznivého počasí i venkovní bufet.